# 3649 Guillermina
3649 Guillermina (1976 HQ) là một tiểu hành tinh vành đai chính được phát hiện ngày 26 tháng 4 năm 1976 bởi Felix Aguilar Observatory ở El Leoncito.